# هایرابولو
هایرابولو (به ترکی استانبولی: Hayrabolu) شهری است در کشور ترکیه که در استان تکیرداغ واقع شده‌است. جمعیت این شهر بر اساس سرشماری سال ۲۰۰۸ میلادی ۱۹٬۰۹۶ نفر و بر اساس برآوردهای سال ۲۰۰۹ میلادی ۱۹٬۵۲۵ نفر می‌باشد.